# Поляков Марк Якович
Марк Якович Поляков (19 березня (1 квітня) 1916, Вовчанськ, Харківська губернія — 9 липня 2011, Принстон, штат Нью-Джерсі, США) — радянський літературний критик, літературознавець; доктор філологічних наук, професор; член Союзу письменників СРСР (1961) та Спілки театральних діячів.

## Життєпис
В 1937 році Марк Поляков закінчив Ворошиловградський державний педагогічний інститут, у 1945 році — аспірантуру Московського інституту філософії, літератури та історії імені М. Г. Чернишевського і Московського університету.
Працював у Державному літературному видавництві, викладав у Коломенському педагогічному інституті, Військово-бібліотечному інституті.
Докторську дисертацію Марк Поляков присвятив життю і літературній творчості Віссаріона Бєлінського.
У 1963 року вчений обійняв посаду професора кафедри російського театру, кафедри літератури Державного інституту театрального мистецтва імені А. В. Луначарського.

### Родина
- Дружина — Ада Олександрівна Полякова (1920—2009), хімік, професорка.
- Син — Олександр Маркович Поляков (нар. 1945), фізик, член-кореспондент Академії наук СРСР (1984).

## Творчість
Марк Поляков публікував статті з питань літературної критики, театру і музики з 1933 року. Область наукових досліджень — історія російської літератури, літературна критика, текстологія російської та слов'янської літератур. Автор робіт про творчість Віссаріона Бєлінського, Миколи Некрасова, Олександра Герцена, Олексія Плещеєва, Тараса Шевченка, Адама Міцкевича, Костянтина Батюшкова, Олександра Пушкіна, Олександра Блока, Осипа Мандельштама, Велимира Хлєбникова та інших.
У 1964 році захистив докторську дисертацію.
Про роботи Марка Полякова позитивно відгукувалися Гліб Струве, Вітторіо Страда, Роман Якобсон.
Марк Поляков обирався академіком Громадської академії естетики та вільних мистецтв.

### Вибрані праці
- Белинский в Московском университете. — М.: МГУ, 1947. — 60 с.
- Белинский в Москве: (1829—1839). — М.: Московский рабочий, 1948. — 315 с. — 10000 экз.
- Виссарион Григорьевич Белинский. — М., 1953. — 84 с. — 35000 экз. (В помощь лектору); в соавт. с И. Шамориковым
- Тарас Григорьевич Шевченко. — М.: Госкультпросветиздат, 1954. — 68 с. — 36000 экз. (В помощь лектору)
- Адам Мицкевич и русская литература. — М.: Знание, 1955. — 32 с. — 95500 экз.
- Виссарион Григорьевич Белинский. — М.: Учпедгиз, 1960. — 232 с. — 20000 экз.
- Виссарион Белинский: Личность — идеи — эпоха. — М.: Гослитиздат, 1960. — 599 с. — 10000 экз.
- Великий Кобзарь. — М.: Знание, 1961. — 46 с. — 60000 экз.
- Поэзия критической мысли: О мастерстве Белинского и некоторых вопросах литературной теории. — М.: Советский писатель, 1968. — 342 с. — 10000 экз.
- Вопросы поэтики и художественной семантики. — М.: Советский писатель, 1974. — 478 с. — 7000 экз. (2-е изд., перераб. и доп. — 1978. — 446 с. — 20000 экз.)
- Цена пророчества и бунта: О поэзии XIX в.: Проблемы поэтики и истории. — М.: Советский писатель, 1975. — 567 с. — 45000 экз.
- Теория драмы: Поэтика: Учебное пособие. — М.: ГИТИС, 1980. — 118 с. — 1000 экз.
- В мире идей и образов: Историческая поэтика и теория жанров. — М.: Советский писатель, 1983. — 367 с. — 18000 экз.
- О театре: поэтика, семиотика, теория драмы. — М.: А. Д. и Театр, 2001. — 384 c. — ISBN 5-89161-016-7.